# Alto Paraíso de Goiás
Alto Paraíso de Goiás là một đô thị thuộc bang Goiás, Brasil. Đô thị này có diện tích 2593,885 km², dân số năm 2007 là 7652 người, mật độ 3 người/km².